# Provinz Santa

Lage der Distrikte: 1 Coishco, 2 Santa, 3 Chimbote, 4 Macate, 5 Cáceres del Perú, 6 Nuevo Chimbote, 7 Nepeña, 8 Moro, 9 Samanco

Die Provinz Santa ist eine der 20 Provinzen der Verwaltungsregion Ancash in Peru. Die Provinzfläche beträgt 4004,99 km², die Einwohnerzahl lag im Jahr 2017 bei 435.807. Verwaltungssitz ist die Küstenstadt Chimbote.

## Geographische Lage
Die Provinz Santa bildet die nördlichste Küstenprovinz der Region Ancash. Sie erstreckt sich über einen knapp 50 km langen Abschnitt der Pazifikküste und reicht bis zu knapp 70 km ins Landesinnere. Entlang der nördlichen Provinzgrenze verläuft der Unterlauf des Río Santa. Im Osten der Provinz erhebt sich der nördliche Teil der Cordillera Negra, ein niedrigerer Gebirgszug der peruanischen Westkordillere. Im Süden der Provinz liegt das Einzugsgebiet des Flusses Río Nepeña, der jedoch nur bei Starkregenereignissen wie dem Wetterphänomen El Niño, das Meer erreicht.
In der ariden Küstenregion wird bewässerte Landwirtschaft betrieben. Die beiden Buchten, Bahía de Chimbote und Bahía de Samanco, liegen entlang der Küste. 
Die Provinz Santa grenzt im Norden an die benachbarte Verwaltungsregion La Libertad. Die Nachbarprovinzen innerhalb der Region Ancash sind von Norden nach Süden: Pallasca, Corongo, Huaylas, Yungay und Casma.  

## Gliederung
Die Provinz Santa besteht aus 9 Distrikten (distritos). Der Distrikt Chimbote ist Sitz der Provinzverwaltung.
| Distrikt         | Verwaltungssitz |
| ---------------- | --------------- |
| Caceres del Perú | Jimbe           |
| Chimbote         | Chimbote        |
| Coishco          | Coishco         |
| Macate           | Macate          |
| Moro             | Moro            |
| Nepeña           | Nepeña          |
| Nuevo Chimbote   | Buenos Aires    |
| Samanco          | Samanco         |
| Santa            | Santa           |